# Сергеєв Олександр Анатолійович
Олександр Анатолійович Сергеєв (нар. 16 липня 1971, с. Золоте Поле, Кримська область, УРСР, СРСР — пом. 11 березня 2022, біля м. Михайлівка, Миколаївський район, Миколаївська область, Україна) — підполковник Сухопутних військ Збройних сил України, учасник російсько-української війни, що загинув у ході російського вторгнення в Україну.

## Життєпис
Народився 16 липня 1971 року в селі Золоте Поле Кіровського району Кримської області (нині — Автономної Республіки Крим).
Закінчив вищий військовий навчальний заклад та проходив військову службу в Збройних Силах України.
Неодноразово був нагороджений відзнаками, орденами і медалями за віддану службу, хоробре виконання військового обов'язку та відданість присязі.
До моменту загибелі довгий час проживав на вулиці Зеленій у м. Виноградові на Закарпатті.
Учасник російсько-української війни.
11 березня 2022 року загинув в результаті осколкового поранення голови після ракетного обстрілу полігону Широкий Лан у районі села Михайлівка Миколаївського району Миколаївської області.
16 березня 2022 року похований на кладовищі міста Виноградів Берегівського району Закарпатської області.

## Нагороди
- орден Богдана Хмельницького III ступеня (2022, посмертно) — за особисту мужність і самовіддані дії, виявлені у захисті державного суверенітету та територіальної цілісності України, вірність військовій присязі.